# Ludger Mai
Ludger Mai (* 15. Oktober 1941
in Berlin; † 2. Dezember 2021) war ein deutscher Organist.

## Werdegang
Als Kind lernte er Klavier, Flöte und Geige. Als Gymnasiast begann er mit dem Orgelspiel. Er studierte an der Berliner Musikhochschule. Es folgte ein Studium bei Walter Kraft in Freiburg (1963–1967). Weitere Studien führten ihn nach Frankreich zu Rolande Falcinelli, Jean Langlais und Jean Guillou (1967–1969). Er wirkte als Stellvertreter von Guillou an der Orgel der Pfarrkirche St-Eustache de Paris. Seit 1969 war er Organist an St. Matthias in Berlin. Nach zwölfjähriger Tätigkeit in Berlin wurde er 1982 Organist an der Domkirche von Essen.  Das Amt des Domorganisten am Essener Dom hatte er bis zum Jahre 1998 inne.

## Tondokumente
- Chefs-d'oeuvre pour orgue. LP. Koch International, München 1998 (Werke von M. Dupré an der Orgel der St.-Matthias-Kirche Berlin-Schöneberg)
- Grosse Orgelmesse im Dom zu Essen. CD. Christophorus-Verlag Herder, Freiburg im Breisgau 1990 (Werke von J. Alain, J. S. Bach, D. Buxtehude, F. Couperin, C. Franck, O. Messiaen)
- Orgel-Landschaft Berlin. 2 LP. Christophorus-Verlag Herder, Freiburg im Breisgau 1987 (Werke von J. S. Bach, C. P. E. Bach, G. Boehm, N. de Grigny, F. Mendelssohn, L. Vierne, C.-M. Widor an Berliner Kirchenorgeln)
- Deutsche Orgelmeister. LP. Pan-Verlag, Hardheim 1981 (Werke von J. S. Bach, D. Buxtehude, H. Kaminski, J. Pachelbel, M. Reger an der Orgel der Kapuzinerkirche Aschaffenburg)
- Virtuose Orgelmusik aus Frankreich. LP. Christophorus-Verlag Herder, Freiburg im Breisgau 1979 (Werke von M. Dupré, N. de Grigny, J. Guillou, D. Marchand, O. Messiaen, L. Vierne an der Orgel der St.-Matthias-Kirche Berlin-Schöneberg)